# Опольско-ратиборское княжество
Опо́льско-ратибо́рское кня́жество (пол. Księstwo opolsko-raciborskie, чеш. Opolské a Ratibořské knížectví, нем. Herzogtum Oppeln und Ratibor) — одно из Силезских княжеств со столицей в Ополе.

## История

### Первое создание
В 1201 году умер князь Вроцлавский Болеслав I Долговязый, а за полгода до этого скончался его сын Ярослав, получивший в 1172 году благодаря помощи императора Священной Римской империи Опольское княжество. После смерти Ярослава Болеслав присоединил Ополе к своим владениям, и его сын Генрих I Бородатый унаследовал и Вроцлавское и Опольское княжества. Однако уже в 1202 году брат покойного Болеслава — Мешко I Плясоногий — воспользовавшись затруднениями племянника захватил Ополе. Генрих предпочёл договориться с Мешко о том, что тот выплатит за Ополе денежную компенсацию. Мешко присоединил Опольское княжество к своему Ратиборскому княжеству и перенёс свой двор в Ополе. Так образовалось Опольско-ратиборское княжество. Помимо Ополе и Рацибужа, в него также входили Бытом, Козле, Люблинец, Цешин и Освенцим.
После смерти Мешко Плясоногого в 1211 году княжество унаследовал его единственный сын Казимир. Казимир умер в 1230 году, а его сыновья Мешко II Опольский и Владислав Опольский были в это время ещё слишком малы, поэтому регентом княжества стали вроцлавские князья Генрих I Бородатый (до 1238 года) и Генрих II Набожный (1238—1239).
Мешко II и Владислав управляли княжеством совместно. Мешко II умер в 1246 году, не оставив наследника, и далее Владислав правил в одиночку. После его смерти в 1281/1282 году его четыре сына разделили княжество: старший сын Мешко I и самый младший сын Пшемыслав получили Рацибуж, а второй и третий сыновья Казимир и Болеслав I унаследовали Ополе. Мешко вместе со своим младшим братом Пшемыславом также получил в совместное владение города Цешин и Освенцим.

### Второе создание
Во второй раз Опольско-ратиборское княжество возникло в 1521 году в результате действий опольского князя Яна II Доброго. К концу 1490-х годов он завладел почти всей Верхней Силезией, а в 1521 году унаследовал Ратиборское княжество после пресечения правящей в нем побочной линии династии Пржемысловичей. Князь Ян II объединил свои владения, восстановив через 240 лет единое Опольско-Ратиборское княжество. По сравнению с границами княжества  в 1281/1282 году, в него не вошли Цешин, остававшийся под властью местной линии Силезских Пястов, и Освенцим, включенный в состав Польского королевства.  После смерти бездетного князя Яна II в 1532 году все его владения стали частью земель чешской короны. При этом в том же году король Чехии Фердинанд I Габсбург передал Опольско-ратиборское княжество Георгу, маркграфу Бранденбург-Ансбах. Затем им владели Габсбурги, польская династия Ваза. В 1595—1598 году произошли важные перемены в Валахии и Трансильвании: Сигизмунд Баторий уступил Рудольфу II Трансильванию взамен опольской и ратиборской земель в Силезии. В 1742 году оно вошло в состав Пруссии.

## Князья Ополе-Рацибужа
| #                                                               | Портрет | Имя (годы жизни)                                                 | Родители                                     | Годы правления | Примечания |
| --------------------------------------------------------------- | ------- | ---------------------------------------------------------------- | -------------------------------------------- | -------------- | --- |
| 1                                                               |         | Мешко I Плясоногий (1132/1146 — 16 мая 1211)                     | Владислав II Изгнанник Агнесса Бабенбергская | 1202–1211      | Князь Силезский (с 1163 по 1173 год), князь Ратиборский (с 1173 по 1202 год), князь Опольский (в 1202 году) |
| 2                                                               |         | Казимир I Опольский (1178/1180 — 13 мая 1230)                    | Мешко I Плясоногий Людмила Чешская           | 1211–1230      | |
| 3                                                               |         | Мешко II Опольский (ок.1220 — 18/22 октября 1246)                | Казимир I Опольский Виола Болгарская         | 1230–1246      | князь Калишский (с 1234 по 1239 год) |
| 4                                                               |         | Владислав Опольский (ок.1225 — 27 августа/13 сентября 1281/1282) | Казимир I Опольский Виола Болгарская         | 1230–1281/1282 | князь Калишский (с 1234 по 1244 год) |
| В 1281/1282 году разделено на Опольское и Ратиборское княжества |         |                                                                  |                                              |                | |
| 5                                                               |         | Ян II Добрый (ок.1460 — 27 марта 1532)                           | Николай I Опольский Магдалена Бжегская       | 1521–1532      | князь Опольский (с 1476 по 1521 год), князь Бжегский (с 1476 по 1481 год), князь Немодлинский (с 1476 по 1521 год), князь Стшелецкий (с 1476 по 1521 год), князь Бытомский (с 1498 по 1521 год), князь Козленский (с 1509 по 1521 год), князь Ратиборский (в 1521 году) |
| В 1532 году вошло в состав земель Чешской короны                |         |                                                                  |                                              |                | |